# 2037 Tripaxeptalis
2037 Tripaxeptalis este un asteroid din centura principală, descoperit pe 25 octombrie 1973 de Paul Wild.